# Kurochan
Cyborg Kuro-chan (サイボーグクロちゃん?, Saibōgu Kuro-chan) è un manga kodomo creato da Naoki Yokouchi e pubblicato da Kōdansha dal 1998 al 2002.
Dalla serie è stato tratto un anime prodotto da Studio Bogey per TV Tokyo, mandato in onda in Giappone dal 1999 al 2001 con un totale di 66 episodi trasmessi.
Un adattamento italiano dei primi 6 volumi del manga è stato pubblicato nel 2001 da Play Press, mantenendone il nome originale. In Italia l'anime è stato trasmesso da Italia 1 nel 2002 con il titolo di Roba da gatti!
In seguito sono stati distribuiti i primi 3 episodi in DVD con il titolo di Roba da gatti. Il canale YouTube italiano di Mondo TV, tra l'11 luglio e il 12 luglio 2018, ha caricato 13 episodi con il titolo di Cyborg Kurochan / Roba da Gatti.

## Trama
Kuro è il nome del gatto che un giorno viene rapito dal Dr. Go, uno scienziato pazzo con l'intenzione di conquistare il mondo con l'aiuto del suo esercito di gatti robot. Kuro viene quindi trasformato in un cyborg ed assume la capacità di parlare e pensare; indispettito dal nuovo corpo, riesce a fuggire dal laboratorio del suo creatore per tornare dalla coppia di anziani con cui vive e, con un costume preso da un pupazzo, si traveste in modo da avere il suo precedente aspetto di gatto nero a fin di non provocare sospetti circa la sua nuova natura. Però il Dr. Go non è affatto intenzionato a lasciar perdere il suo losco piano di conquista, ed incarica ciò che rimane del suo esercito di gatti ed il loro capo M di trovare Kuro e sconfiggerlo.
Kuro riesce però ad avere la meglio su M, anche grazie alle invenzioni del Dr. Go installate sul suo corpo. Quando i tre finalmente riusciranno ad andare d'accordo, non mancheranno altre avventure con nuovi personaggi: Romeo e Giulietta, due alieni innamorati persi uno dell'altro, Kotaro, un giovane fan di Kuro che usa travestirsi come il suo eroe, Matatabi, un amico/rivale proveniente dal passato di Kuro, e Nanà, una casalinga robot con una notevole infatuazione per il protagonista.
Kuro, nonostante la sua "nuova vita", continua a vivere dai suoi anziani padroni, fingendo di essere sempre lo stesso gattino di prima.

## Personaggi

Alcuni dei protagonisti nella sigla di apertura originale. Da sinistra a destra e dall'alto in basso: Dr. Go, M, Giulietta, Romeo, i nonni, Matatabi, Kurochan, Kotaro e Nanà.

### Principali
Kuro (クロちゃん?, Kuro-chan, trad. "Nero")È il protagonista. Il suo nome vero è Kid, ma i nonni lo hanno chiamato Kuro in seguito al suo ritrovamento. Il suo nome è spesso unito al suffisso chan, fatto che avviene sempre anche nell'edizione italiana dell'anime. Dopo essere stato scoperto dal Dr. Go, quest'ultimo lo ha trasformato in un gatto cibernetico, dotandolo di varie caratteristiche e armi. Sebbene abbia un carattere orribile, sembri poco entusiasta di aiutare gli altri, si arrabbi spesso e perda facilmente il controllo, è di buon cuore e si prende cura degli altri, soprattutto dei suoi padroncini, più di quanto lasci intendere. Nonostante sia l'eroe, mostra spesso comportamenti non eroici come usare Romeo come arma o, a volte, trascinare gli altri nei guai perché ne ha voglia e gli piace scatenarsi per effetto comico. Usa una mitragliatrice come arma distintiva, anche se, come M, usa spesso anche la spada. Di solito lo si vede dormire sulla veranda della casa dei suoi padroni.
Mantaro Go (剛くん?, Gō-kun)È lo scienziato che ha trasformato Kuro in un cyber-gatto. È un eccentrico inventore che desidera il dominio del mondo creando gatti cibernetici come armi di distruzione di massa. Il suo piano in parte fallisce quando Kuro si toglie il chip di controllo. È il principale antagonista nella prima parte della serie, successivamente interrompe i suoi piani per il dominio del mondo e decide di vivere in un modo più pacifico di vivere con M e successivamente Kotaro, anche se in avventure successive mostrerà ancora lontanamente il suo obiettivo iniziale se in circostanze favorevoli. Spesso, il suo nome viene erroneamente traslitterato come Takashi anziché Gō. Viene prevalentemente chiamato Dottor Go.
M (ミーくん?, Mī-kun)Un gatto cibernetico creato dal Dr. Go per prima salvargli la vita e poi aiutarlo a dominare il mondo e vive con quest'ultimo in una discarica. Il suo nome è spesso unito, solo nelle edizioni originali del manga e dell'anime, al suffisso kun. Appare come un suo frequente "scagnozzo", ma in realtà è di buon cuore e nobile. In una parte successiva della storia in cui Go accetta la sconfitta e rifiuta la sua conquista per il dominio del mondo, M lo aiuterà sempre e comunque poiché gli deve la vita e tiene al suo giuramento, ma molte volte dovrà aiutare pure Kuro. Nonostante di solito sia gentile, come Kuro ha un carattere feroce quando viene spinto. Rispetto a Kuro, M preferisce la spada come arma standard. Con il Devil Chip, può fondersi con qualsiasi arma e creare oggetti aggiuntivi. È anche un ottimo cuoco.
Kotaro (コタロー?, Kotarō)È un bambino geniale che inizialmente ha un'ossessione per Kuro e cerca di dimostrare di essere potente quanto lui. Ha esperienza nella tecnologia, con un QI di 200, perciò in seguito decide di vivere con il Dr. Go ed M, assistendo nelle loro invenzioni o costruendo le proprie. Resta comunque sempre travestito come il suo eroe. Appare nell'anime a partire dall'episodio 11 (Kotaro il genio del computer!).
Matatabi (マタタビ?, Matatabi)È un gatto arancione con una benda sull'occhio destro e un mantello rosso stracciato. Era un amico d'infanzia di Kuro, ma gli si è dichiarato nemico dopo che in una rissa gli ha fatto perdere l'occhio. Ha un arsenale di armi che nasconde nel suo mantello e la sua arma principale è un boomerang di legno che può usare per colpire bersagli a grandi distanze. Sebbene sia serio, a volte può essere piuttosto pigro e goloso con poco autocontrollo e talvolta è costretto da Kuro ad aiutare. È l'unico a riferirsi a Kuro come Kid. Dopo aver perso una battaglia contro quest'ultimo, decide di vivere nella casa dei nonni. È un abile costruttore e spesso si trova costretto a dover ricostruire l'abitazione dato che viene frequentemente distrutta. Appare nell'anime a partire dall'episodio 15 (L'arrivo di Matatabi).
Nanà (ナナちゃん?, Nana-chan)È una piccola androide dall'aspetto simile ad un coniglio creata da Kotaro (partendo da una lampada da tavolo) come casalinga per la loro casa ed è innamorata perdutamente di Kuro. Nonostante si dimostri imbranata nei lavori domestici, è brava a lavorare a maglia e spesso fa lunghe sciarpe per Kuro anche nei mesi estivi. Appare dall'episodio 16 (Kurochan se ne va di casa).

### Secondari
I nonni (ジーサン、バーサン?, Jīsan, Bāsan)
Sono i padroni di Kuro. Non sanno che Kuro è diventato un cyber-gatto. Sono sempre calmi e bevono sempre una tazza di tè caldo. Finiscono spesso nei guai e hanno spesso bisogno di essere salvati da Kuro.
Romeo (ロミオ?, Romio) e Giulietta (ジュリエット?, Jurietto)Sono due alieni molto alti che si amano alla follia. Una volta sposati, hanno anche un figlio. Nell'anime, Romeo appare a partire dall'episodio 6 (M viene rapito), mentre Giulietta a partire dall'episodio 10 (La montagna degli alieni con un occhio).
Megumi (めぐみ?, Megumi)Una vigile del fuoco donna che è anche la cotta di Suzuki. Ragiona con la sua testa nella maggior parte delle situazioni, come spegnere il meno pericoloso degli incendi nella sua prima apparizione nell'anime. Nel manga, Megumi è stata ritratta come un otaku come Suzuki, ma è stata attenuata nell'anime. Nell'edizione italiana dell'anime viene chiamata Mikumi, forse per un'errata traslitterazione dei caratteri dovuta al fatto che in giapponese il carattere gu (ぐ) e quello ku (く) sono scritti in maniera simile. Appare per la prima volta nell'episodio 18 (Il robot innamorato).
Ichiro Suzuki (鈴木 一郎?, Suzuki Ichirō)È un insegnante di educazione fisica che ammira Kuro dato che gli ricorda i robot di cui è appassionato. È un otaku e spesso lo si può vedere collezionare modellini mecha. Alle volte si fa coinvolgere nelle avventure di Kuro anche insieme ai suoi studenti. Viene soprannominato Jim nel manga. Appare nell'anime a partire dall'episodio 3 (Un viaggio pericoloso).
Dunk (ダンク?, Danku)Il leone robot amico di Kotaro. In passato era un normale leone che sognava di essere libero, ma durante la fuga dalle gabbie dello zoo è stato coinvolto in un'esperienza di pre-morte. Il Dr. Go lo ha rianimato con successo nella sua attuale forma di cyborg. Più avanti nella serie Dunk viene modificato dal padre di Kotaro che gli dà la possibilità di parlare usando dei cartelli che appaiono fuori dalla sua testa. È piuttosto timido, gentile e puro.
Chieko Okada (岡田チエコ?, Okada Chieko)Una ragazza con un profondo odio per Kuro dopo che questi ha mandato a monte un suo appuntamento. Ha abilità soprannaturali molto potenti, inclusi ESP e telecinesi. Un'altra sua caratteristica notevole sono i suoi capelli voluminosi per i quali viene inizialmente presa in giro.
Goro Nagase (長瀬 五郎?, Nagase Gōrō)Un ragazzo che Chieko ha incontrato durante un viaggio in campeggio. Proveniente da una famiglia violenta, dentro di sé ha una grande cicatrice a causa degli abusi di suo padre. Finisce per essere temporaneamente trasformato in un cyborg dopo essere stato gravemente ferito in un incendio, con Chieko che in seguito tenta di insegnargli come essere di nuovo umano. Goro è apparso solo nel manga e la sua rabbia nel rivedere il padre lo farà diventare l'antagonista finale della serie.

### Antagonisti
Doctor White Woods, Dr. Big (ドクターホワイトウッズ, ドクターホワイトウッズ?)È uno scienziato pazzo americano giunto ad Hokkaido per conquistare il mondo ma è stato sconfitto da Kuro ed un esercito di gattini modificati a cui aveva distrutto il rifugio con le varie famiglie per avviare la costruzione della sua base. La sua faccia è comicamente enorme ma ha una statura molto bassa. Come il Dr. Go, è specializzato nella tecnologia cyborg ma applicata ai cani piuttosto che ai gatti. Ha fatto solo un'apparizione nell'anime, ma ne ha fatta un'altra nel manga come guardia di sicurezza di una grande prigione. Appare anche come l'antagonista del secondo gioco e ha creato un cyborg chiamato BB, che assomiglia proprio a Kuro.
Tendou (天道?, tendo)Il rivale del Dr. Go fin dai tempi dell'università, in cui era ammirato per la sua sfacciataggine e per le sue invenzioni.In passato è stato responsabile della scomparsa della madre di M, della morte di M stesso prima di venir ricostruito e della perdita della mano destra del Dr. Go. A differenza di Go i cui alleati sono i gatti ed è specializzato nella tecnologia dei robot, Tendou preferisce usare i cani ed è esperto di ingegneria genetica e ha modificato il proprio cane Patrasche (パトラッシュ?), utilizzato per uccidere chiunque si ribelli al suo senso di onnipotenza. Riappare nell'anime anni dopo, dove tenta di usare la conoscenza robotica di Kotaro per vendicarsi del Dr. Go ed in seguito anche per attaccare Kuro tramite un chip di controllo immesso nella benda nera di Matatabi.
Esercito Cyber Miao Miao (ニャンニャンアーミー?, Nyannyanāmī)Uno squadrone di gatti cyborg creato dal Dr. Go. M è il primo della linea, creato da Go dai resti del gattino che si portava a presso durante gli anni di università. Ci sono altri quattro membri rimasti dagli eventi del primo episodio in cui sono stati decimati da Kuro. In passato dei randagi curati da Go ancora giovane prima di essere gravemente ferito da un incendio, i più importanti membri sono: N°2, soprannominato Spyder, può espandere braccia, gambe e collo; N°3, combatte con la spada ed ha sempre un travestimento da panda; N°4, ha un brutto carattere e nutre un feroce odio verso Kuro per aver rovinato i piani del Dr. Go e averlo umiliato diverse volte, e N°5, che ha con sé un compagno robot, Lassie, la quale funge da ricarica per la sua mitragliatrice.

### Altri
Kazuma (カズマ?)È uno dei rappresentanti di classe di Suzuki. Nonostante sia un rappresentante di classe, salta spesso le lezioni e prende in giro Suzuki come gli altri studenti. Insieme a Satoko, appare di più degli altri studenti e talvolta vengono coinvolti nelle avventure di Kuro.
Satoko Yoshino (吉野 里子?, Yoshino Satoko)È uno dei rappresentanti della classe di Suzuki. Come rappresentante di classe, prende le sue responsabilità seriamente e ha gentilmente guidato Chieko, che si era appena trasferita, in giro per la città. Come Kazuma, appare di più degli altri studenti ed insieme vengono coinvolti nelle avventure di Kuro.
Alieni YaYaYa (ヤーヤーヤー星人?, Yāyāyā boshijin)Un trio di alieni amichevoli che vantano armi incredibilmente pericolose. Spesso sono anche visti indossare braccialetti speciali che possono allargare o restringere i loro bersagli. I loro nomi sono Yai (ヤーイ?, Yāi), Yasu (ヤースー?, Yāsū) e Yachi (ヤーチー?, Yāchī); Yai è il capo. Sono personaggi originali dell'anime.
Principessa Mimì (ミミ姫?, Mimi-hime)Una principessa aliena che ricorda molto Nanà. Malo avrebbe dovuto sposarla, ma lei ha rifiutato ed è scappata. Nonostante il suo aspetto signorile, in realtà è piuttosto egoista. Appare solo nell'anime.
Principe Malo (マロ王子?, Maro-ōji)Un principe alieno del gruppo YaYaYa. Ha una sorprendente somiglianza con Kuro ed all'inizio mostra una personalità opposta che lo fa apparire cortese, ma in seguito sfoggia un'aggressività tale e quale con poteri da vampiro. Appare solo nell'anime.
Pooly (プーリィ?, Pūryi)Una barboncina rosa randagia nel manga e domestica nell'anime che inizialmente è la cotta di Kuro. Nel manga viene trovata ferita da Kuro che cerca comunque di proteggerla da altri attacchi ma non viene spiegato come mai non appaia più nonostante sia stata curata dai nonni, mentre nell'anime si è trasferita dopo il tremendo attacco del Dr. Go che ha in parte distrutto la casa del suo padrone. Viene inoltre menzionata nel sonno da Kuro in un capitolo di Extra Battle, con Nanà che chiede spiegazioni a riguardo.
Lily (リリィ?, Riryi)Il primo amore di M. È stata abbandonata dai suoi padroni ed ha vissuto da randagia per un breve periodo prima di essere adottata da una ragazza che aveva salvato da un incidente.
Marie (マリー?, Marī)Un cane randagio apparsa nel passato di Kuro.È stata sua madre surrogata da cucciolo per un breve periodo prima che fosse rapito. Appare solo nel manga con un aspetto simile a Pooly, ma con le orecchie a punta.
Shin Bousou Kuro-chan (真 暴走クロちゃん?, Shin Bousou Kuro-chan)Una forma alternativa di Kuro che può essere attivata da una delle macchine del Dr. Go o dalla rabbia estrema. È una versione rossa e gialla più aggressiva di Kuro con grandi artigli e denti. Può correre molto più velocemente di Kuro ed usa principalmente un lanciarazzi. Non parla come il normale Kuro, invece ringhia rabbiosamente. Finora tale forma era apparsa solo nell'anime ma una sua versione cartacea è stata introdotta nella recente continuazione del manga, Dreaming Hyper, anche se con un aspetto diverso. Nel manga appare di colore nero, con occhi aggressivi, orecchie lunghe e tigrate ed una coda arricciata. È anche provvisto di un mantello peloso stracciato e di bracciali borchiati. La sua attivazione rimane fedele all'anime e tale forma viene introdotta per sconfiggere di nuovo il maligno che in passato ha posseduto M e che ora è tornato a causa di un incidente avvenuto nella discarica dove giaceva intrappolato in un contenitore.
Yo (よくん?, Yokun)Una caricatura del creatore del manga, Naoki Yokouchi. In realtà è il narratore della serie presente come voce in tutti gli episodi ed alle volte fa fugaci apparizioni in video. Quando appare come personaggio, è sempre vestito con un mantello viola ed indossa un cappello con su scritto il carattere in hiragana per yo (よ?). Fa la sua prima apparizione in video nell'episodio 22 (Il primo appuntamento di Suzuki).

## Manga
Il manga è scritto e ideato da Naoki Yokouchi e pubblicato in Giappone dalla Kōdansha nell'ormai defunta rivista Comic Bom Bom fra il 1997 e il 2001 e in 11 tankōbon dal 6 febbraio 1998 al 5 gennaio 2002.
In Italia è arrivato grazie alla Play Press, che lo ha fatto uscire col titolo originale Cyborg Kuro-chan, pubblicando però solo 6 degli 11 volumi totali. Le dimensioni del manga sono 18x12,67 cm.

### Volumi
| Nº | Data di prima pubblicazione | Data di prima pubblicazione | Data di prima pubblicazione |
| Nº | Giapponese                  | Giapponese                  | Italiano                    |
| -- | --------------------------- | --------------------------- | --------------------------- |
| 1  | 6 febbraio 1998             | ISBN 978-4-06-321832-9      | 12 dicembre 2001            |
| 2  | 7 maggio 1998               | ISBN 978-4-06-321839-8      | 7 febbraio 2002             |
| 3  | 4 settembre 1998            | ISBN 978-4-06-321848-0      | 7 maggio 2002               |
| 4  | 5 febbraio 1999             | ISBN 978-4-06-323861-7      | 18 giugno 2002              |
| 5  | 4 giugno 1999               | ISBN 978-4-06-323873-0      | 4 settembre 2002            |
| 6  | 5 novembre 1999             | ISBN 978-4-06-323884-6      | 8 novembre 2002             |
| 7  | 6 aprile 2000               | ISBN 978-4-06-323894-5      | —                           |
| 8  | 4 agosto 2000               | ISBN 978-4-06-323904-1      | —                           |
| 9  | 6 febbraio 2001             | ISBN 978-4-06-323912-6      | —                           |
| 10 | 6 agosto 2001               | ISBN 978-4-06-323926-3      | —                           |
| 11 | 5 gennaio 2002              | ISBN 978-4-06-323937-9      | —                           |

## Anime
L'anime, prodotto da TV Tokyo e Public & Basic con le animazioni dello Studio Bogey, è stato trasmesso in Giappone su TV Tokyo dal 2 ottobre 1999 al 6 gennaio 2001 in 66 episodi, anche se inizialmente ne erano previsti 78. La società produttrice Public & Basic fece bancarotta e così la programmazione si fermò all'episodio 66; sono stati resi pubblici soltanto i titoli dei cinque episodi successivi.
L'anime è arrivato in Italia grazie a Mediaset, che lo ha trasmesso in prima visione su Italia 1 dal febbraio 2002 e in replica su Italia Teen Television e Hiro, con il titolo Roba da gatti!. Al momento della trasmissione su Italia 1, gli episodi erano divisi in due parti; la durata originale è stata ripristinata per le repliche degli altri canali. L'episodio 66 non è mai arrivato in Italia. Nella versione italiana sono stati tagliati gli eyecatch e le anticipazioni dell'episodio successivo. La versione trasmessa in televisione, inoltre, ha la sigla italiana con il suo proprio video.

### Edizioni home video

#### Giappone
In Giappone, la serie è uscita solo in VHS, pubblicata da Media Factory: sono stati pubblicati per la vendita gli episodi da 1 a 27 in nove cassette contenenti ognuna tre episodi, tranne la prima che ne contiene due. Gli episodi da 27 a 53 sono stati pubblicati solo per il noleggio in un'edizione dal titolo Cyborg Kuro-chan Great (サイボーグクロちゃんGreat?) in altre nove cassette contenenti ognuna tre episodi. Gli episodi successivi non sono mai stati pubblicati, e non c'è mai stata un'edizione in DVD, sempre a causa del fallimento della Public & Basic.

#### Italia
In Italia è uscito un solo DVD per conto di Kids Cartoons e Mondo TV con il titolo Roba da gatti. Nel disco sono presenti tre episodi e le sigle utilizzate sono quelle originali. L'unica traccia audio disponibile è quella italiana e non sono presenti sottotitoli. Gli unici tagli presenti nell'edizione riguardano gli eyecatch e le anticipazioni dell'episodio successivo. I menu del DVD non c'entrano niente con la serie in quanto è rappresentato un paesaggio con una casetta e il logo della Kids Cartoons. Unico extra dei DVD è un gioco interattivo che non ha niente a che fare con la serie e consiste nel saper ricomporre i pezzi del logo della Kids Cartoons. All'interno della custodia del DVD c'è, inoltre, un libretto di poche pagine da colorare.

### Doppiatori
| Personaggio         | Doppiatore giapponese | Doppiatore italiano              |
| ------------------- | --------------------- | -------------------------------- |
| Kurochan            | Chika Sakamoto        | Luca Sandri                      |
| Nonno               | Junichi Sugawara      | Enrico Bertorelli                |
| Nonna               | Satomi Korogi         | Grazia Migneco                   |
| Mantaro Go          | Tōru Furusawa         | Mario Zucca                      |
| M                   | Chiharu Tezuka        | Diego Sabre                      |
| Kotaro              | Rika Komatsu          | Davide Garbolino                 |
| Ichiro "Gym" Suzuki | Toshiyuki Morikawa    | Marco Pagani                     |
| Romeo               | Kōsuke Okano          | Luca Bottale                     |
| Giulietta           | Sayuri Yoshida        | Irene Scalzo                     |
| Matatabi            | Makiko Ōmoto          | Claudio Beccari                  |
| Nanà                | Hiromi Tsunakake      | Emanuela Pacotto                 |
| Mikumi              | Sayuri Yoshida        | Patrizia Mottola                 |
| Narratore           | Naoki Tatsuta         | Riccardo Rovatti Alberto Olivero |

#### Staff del doppiaggio italiano
- Studio di doppiaggio: Merak Film
- Dialoghi italiani: Marina Attilio, Sergio Romanò, Tullia Piredda, Pino Pirovano, Guido Rutta, Cristina Robustelli, C.I.T.I.
- Direzione del doppiaggio: Paolo Torrisi

### Sigle
- Giapponesi
  - Guru Guru Kuro-chan (ぐるぐるクロちゃん?), di apertura, cantata da Lady Q
  - Positive Vibration (ポジティブ ヴァイブレーション?, Pojitibu Vaiburēshon), di chiusura (episodi 1-61), cantata da Sister-K
  - Para Para Kuro-chan (パラパラクロちゃん?), di chiusura (episodi 62-66), cantata da Kyuu
- Italiane
  - Roba da gatti!, di apertura e chiusura, cantata da Giorgio Vanni e Cristina D'Avena (edizione televisiva)
  - Guru Guru Kuro-chan (ぐるぐるクロちゃん?), di apertura, cantata da Lady Q (edizione DVD)
  - Positive Vibration (ポジティブ ヴァイブレーション?, Pojitibu Vaiburēshon), di chiusura (episodi 1-61), cantata da Sister-K (edizione DVD)

## Differenze tra anime e manga
Nonostante sia l'anime che il manga di Kurochan siano dei kodomo, il manga è un po' meno da bambini in quanto si vedono nudi (con relativo sangue dal naso, sintomo di eccitazione nei manga e negli anime, di due bambini) e si possono leggere parole non proprio adatte all'età infantile, realizzate per fare delle battute.

## Videogiochi
Konami ha pubblicato un videogioco basato sulla serie chiamato Kaettekita Cyborg Kuro-Chan (帰ってきた サイボーグクロちゃん, Cyborg Kuro-chan Came Back), uno shoot 'em up per PlayStation il 28 novembre 2002 in esclusiva per il Giappone.
Sono stati pubblicati anche altri due giochi, compresi di guide ufficiali, per Game Boy Color: Cyborg Kuro-chan: Devil Fukkatsu!! (サイボーグクロちゃん デビル復活!!, Cyborg Kuro-chan: Devil's Revival) il 23 marzo 2000, e Cyborg Kuro-chan 2: White Woods no Gyakushū (サイボーグクロちゃん2 ホワイトウッズの逆襲, Cyborg Kuro-chan: White Woods' Counterattack!!) il 19 ottobre 2000.
Lo sviluppatore taiwanese Lonaisoft ha anche pubblicato un gioco per Windows nel 2002 con il titolo Pīlì Kù Yuè Māo (霹靂酷樂貓); uno sparatutto a piattaforme 2D liberamente ispirato a Mega Man.

## Merchandise
Takara Tomy ha realizzato vari giocattoli basati sui personaggi della serie. Nel 1999 la società ha pubblicato modellini snodabili dei personaggi che includevano arti pieghevoli e armi rimovibili; hanno anche realizzato figurine di Kuro e M. Nel 2000 la società ha pubblicato 4 giocattoli per veicoli basati sui Battleborg dell'episodio 19 dell'anime: sono stati pubblicati Matatabi, Kuro, M e la versione senza costume di Kuro. Tomy ha anche realizzato speciali modellini in scatola che contenevano molti accessori, tra cui alcune armi della serie, e sono stati anche gli ultimi giocattoli pubblicati.